# Pedra de Mora
La Pedra de Mora era el monument on es triaven els reis suecs. El principi de la tradició es perd en el temps.

## Prat de Mora
Es troba a l'anomenat prat de Mora, a la comuna de Knivsta, a 10 km al sud-est d'Upsala,

## L'Audiència de Mora
En aquest indret es feia l'Audiència de Mora (anomenada Múlating per Snorri Sturluson), en què els reis suecs eren elegits. Després que la tria estiguera decidida, el rei era pujat damunt una pedra plana i els seus súbdits l'aclamaven.
La llei dels estats d'Uppland i Södermanland deia: Els tres folkland Tiundaland, Attundaland i Fjärdhundraland triaran primer rei. Després l'elecció serà sancionada pel lagman d'Uppland i després per tots els seus lagman subordinats de la resta del regne, d'un en un.
Aquest procés es feia durant l'anomenada Eriksgata.
A la Västgötalagen, el bisbe Brynolf Algotsson (1279-1290) de Skara recordà als gauta que havien d'acceptar aquesta elecció, i afegí la línia següent al principi de la primera pàgina: Sveær egho konung at taka ok sva vrækæ, que significa: Són els suecs els qui tenen dret a triar i disposar del seu rei.
El detall que els suecs no sols estaven autoritzats a triar rei, sinó que també tenien dret de disposar-ne, fou institucionalitzat molt abans, la qual cosa testimonien els relats de Snorri Sturluson (m. 1241) de la història sueca (el discurs de Porgnýr el lagman, i les morts de Domalde i Olof Trätälja en la Heimskringla). El lloc era a la frontera d'un pantà, i d'acord amb Snorri, cinc reis hi foren ofegats quan la gent hi havia estat descontenta.

## Pedra de Mora

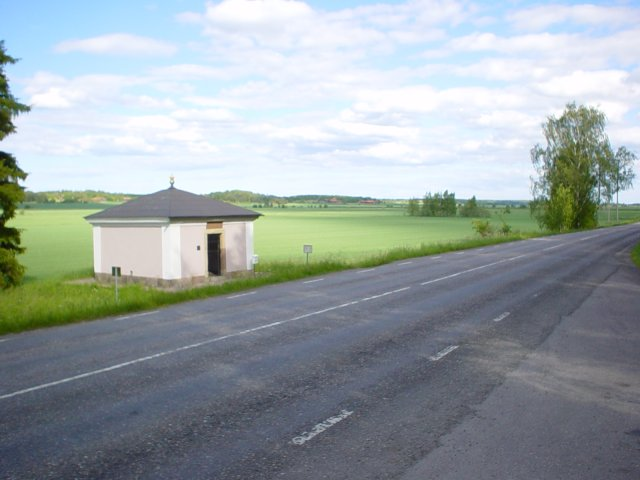
L'edifici que conté els fragments que en resten

La pedra estava flanquejada per moltes altres pedres amb inscripcions que commemoraven eleccions de reis anteriors. Les pedres, però, foren destruïdes al 1515 durant la Guerra Civil contra els danesos. Es diu que Gustau I i Joan III de Suècia tractaren de reconstruir la Pedra de Mora sense èxit.
Un dels fragments és conegut com la pedra de les Tres Corones ja que és l'exemple més primerenc de l'ús del símbol nacional suec. El fragment és el que restà de l'elecció d'Albert III de Mecklenburg.

## Eleccions amb documents trobats
1. Magnus Ladulås: hi ha un document que diu que fou triat en la Pedra de Mora el 1275.
2. Magnus Eriksson fou triat en la pedra el 1319.
3. Cristià I de Dinamarca, el 1457, en fou el darrer triat en la pedra.

## L'edifici
L'edifici on es contenen els fragments el construí Carl Wijnbladh el 1770.